# 天福寺 (総社市)
天福寺（てんぷくじ）は、岡山県総社市にある臨済宗東福寺派の寺院。

## 概要
創立年代は不詳。
総社市久代の横田地区、横田神社の北方の竹林の中にある。現在は住職等は常駐しておらず、他寺院の者が定期的に訪れ、管理を行っている。
横田地区生まれで戦国時代に活躍した大幾が幼少期に修行した寺院として知られており、大幾の墓と石碑が境内に建てられている。

## 交通アクセス
JR伯備線、JR吉備線、井原鉄道の総社駅より中鉄バス新本行きに乗車、横田停留所で下車し、徒歩約10分。